# Valget i Tanzania 1985
Valget i Tanzania 1990 blev afholdt den 27. oktober 1985. Tanzania var på det tidspunkt en ettpartistat, med Chama cha Mapinduzi (CCM) som det eneste lovlige parti. I valget til nationalforsamlingen var der to kandidater fra samme parti i hvert valgdistrikt, mens præsidentvalget i praksis var en folkeafstemning om CCM-lederen Ali Hassan Mwinyis kandidatur til at efterfølge Julius Nyerere som præsident.
Flere ændringer blev lavet op til dette valget, blandt andet en forøgelse af valgdistrikter (og dermed sæder i nationalforsamlingen) fra 106 til 119, og afskafftelse af de 20 regionale sæder som blev valgt af parlamentsmedlemmerne, og indføring af 15 reserverede sæder for kvinder. Aldersgrænsen for stemmeret blev sat ned fra 21 til 18 år, og en grundlovsændring fra året før begrænsede antal valgperioder en præsident kunne sidde til to.
Valgdeltagelsen lå på 74 % til nationalforsamlingen og 75 % i præsidentvalget.

## Resultater

### Præsident
| Valg                    | Stemmer   | %      |
| ----------------------- | --------- | ------ |
| For                     | 4.778.114 | 95,68  |
| Mod                     | 215.626   | 4,32   |
| Ugyldige/blanke stemmer | 188.259   | –      |
| Totalt                  | 5.181.999 | 100,00 |

### Nationalforsamlingen
| Parti                   | Stemmer   | %   | Sæder |
| ----------------------- | --------- | --- | ----- |
| Chama cha Mapinduzi     | 4.768.997 | 100 | 274   |
| Ugyldige/blanke stemmer | 214.324   | –   | –     |
| Totalt                  | 4.983.321 | 100 | 274   |